# Ericameria
Ericameria är ett släkte av korgblommiga växter. Ericameria ingår i familjen korgblommiga växter.

## Dottertaxa tillEricameria, i alfabetisk ordning[1]
- Ericameria albida
- Ericameria arborescens
- Ericameria arizonica
- Ericameria bloomeri
- Ericameria bolanderi
- Ericameria brachylepis
- Ericameria cervina
- Ericameria compacta
- Ericameria cooperi
- Ericameria crispa
- Ericameria cuneata
- Ericameria discoidea
- Ericameria ericoides
- Ericameria fasciculata
- Ericameria gilmanii
- Ericameria greenei
- Ericameria juarezensis
- Ericameria laricifolia
- Ericameria lignumviridis
- Ericameria linearifolia
- Ericameria martirensis
- Ericameria nana
- Ericameria nauseosa
- Ericameria obovata
- Ericameria ophitidis
- Ericameria palmeri
- Ericameria paniculata
- Ericameria parishii
- Ericameria pinifolia
- Ericameria resinosa
- Ericameria sonorensis
- Ericameria suffruticosa
- Ericameria teretifolia
- Ericameria watsonii
- Ericameria winwardii
- Ericameria zionis